# 金井克子
金井 克子（かない かつこ、本名は足立 克子、1945年6月17日 - ）は、日本の歌手・女優・元バレエダンサー。しまだプロダクション所属。身長166cm（1975年7月）。B89cm、W58cm、H91cm（1974年1月）。

## 略歴
7人家族で、父親が東洋紡で働いていた関係で中華民国に渡り、本人は天津生まれ。終戦後一家で引き揚げ、大阪府岸和田市で育つ。四天王寺高校卒業。
1953年、西野バレエ団に参加。1959年、モデルとして芸能界入り。1962年8月、「ハップスバーグ・セレナーデ/涙の白鳥」でレコード・デビュー。高校卒業後の1964年、NHK『歌のグランド・ショー』にレギュラー出演が決まったのを機に上京。同番組では由美かおるらと共に西野バレエ団五人娘と評され、人気を博して4年間出演した。以降、バレエで鍛え上げられた抜群のプロポーションと端正なルックスで注目を集めた。
1965年には「ノーチェ デ・東京」が初ヒットを記録。またNHKへの貢献度も評価され、翌年の第17回NHK紅白歌合戦に「ラバーズ・コンチェルト」で初出場を果たす。紅白史上初めて“出場歌手のパンツが見えた”として騒がれた。西野バレエ団の後輩である原田糸子と由美かおるもバックを固めて参加した。
1966年、「歌のグランド・ショー」の出演に対して、第3回ギャラクシー賞 テレビ・個人部門を受賞。
1967年、第18回NHK紅白歌合戦にも「ラ・バンバ」で連続出場。この頃、西野バレエ団内の原田や由美たちとダンスグループ「レ・ガールズ」を結成。1968年、歌手としての出場は叶わなかったものの、第19回NHK紅白歌合戦では応援合戦で由美かおる、奈美悦子らとともにレ・ガールズとして、また1969年、第20回NHK紅白歌合戦でもソロで、それぞれダンスを披露するなど、4年連続してNHK紅白歌合戦に出場した。
1973年、「他人の関係」の印象的な振付けやクールな表情で歌う姿が話題を呼び、デビュー以来10年目にしてオリコン・シングルチャートでTOP10にランクインする大ヒット、公称ではあるが100万枚以上の売上げを記録。その年の第15回日本レコード大賞企画賞を受賞し、第24回NHK紅白歌合戦にも出場した。また、同曲の振り付けにより“フィンガーアクションの先駆者”とも言われるようになった。
1979年頃、西野バレエ団を退団。1981年に歯科医の男性と結婚。
デビュー以来40枚以上のシングルを発売してきたが、1982年8月の「愛さまざま」を最後に、新曲の発売はない。ちなみにオリコン・シングルチャートには、これまでに計6曲がチャート・イン（100位圏内）を果たしている。
2014年に『他人の関係』をカバーした一青窈と、同年の音楽特番『FNSうたの夏まつり』（フジテレビ系）でコラボレーションし、息の合った振り付けが話題となった。
2019年、第61回日本レコード大賞において功労賞を受賞。
バレエを始めてから70年以上に渡り踊り続け、現在（2023年）も歌手業を含めてコンスタントにライブ公演を開催している。

## 人物

### 芸能界入り
5人きょうだいの末っ子で姉2人と兄2人がおり、終戦後一家は岸和田の社宅で暮らした。バレエ好きな姉たちの影響で、8歳の頃に西野バレエ団に入ることを自ら希望して入団し、プロのバレリーナを目指して練習に励むようになった。14歳の頃、当時の皇太子御成婚記念のテレビによるバレエ特別番組『バレエ劇場』の主役に抜擢。
高校生の頃、上記番組を見ていたテレビ業界人から『夢であいましょう』（NHK）内の歌と歌のつなぎに踊る役目で出演を依頼された。最初は踊り手として出演したがほどなくして曲紹介をするようになり、ある日スタッフから言われて歌を歌うようになった。これがきっかけで、その後ダンサーながらレコードデビューすることが決まった。

### 歌手デビュー後
高校生の頃に歌手デビューすると、本人の意志とは関係なくコンスタントにレコードを発売することになり、新曲を出すたびに地方キャンペーンを行った。この間ドラマ出演も依頼され、学校とバレエと仕事に追われる多忙な日々を過ごした。
デビューから約10年間は、本業の踊りに費やす時間がなくなって歌もヒットしないという状態が続き、一時は心のバランスを崩して円形脱毛症になったという。自分の仕事や生活を見直すため単身渡米し、知り合いが所属するニューヨークのバレエカンパニーでしばらくの間レッスンを受ける日々を過ごした。帰国後、「次の曲を最後にしよう」と決意して臨んだのが『他人の関係』だったが、大ヒットしてようやく人気歌手の仲間入りを果たした。歌番組に引っ張りだことなったが、当時は「ダンサーとして飛躍したい」との思いが強かったという。

### その他
1970年代半ば、西野バレエ団に学生アルバイトとして雇われた浅香光代の息子が、金井のマネージャーのような仕事を担当した。彼は一生懸命仕事をこなし、金井が西野バレエ団から新しい事務所に移る時も色々と段取りを組んでくれたという。
36歳の頃、大阪で歯医者をする親族から「知人の歯医者で変わった男がいるんだけど一度彼と食事してみない？」と勧められた。当初、お互いに結婚願望はなかったが、何度か食事をして「この人なら大事にしてくれそう」と思ったことから結婚を決めた。結婚式は、パキスタンで挙げた。本人は主に東京での仕事が多いことから、結婚後は夫がいる大阪で時々主婦業をするという別居婚状態となった。
プールや海などの水が苦手である。これは、子供の頃に住んでいた社宅のプールに2番目の兄に冗談半分で落とされ、溺れそうになったことが原因。
1993年頃にレイノー症候群を患い、手術した。また、腰部脊柱管狭窄症の手術も経験している。
現在（2023年）は、筋力維持などのためにエアロビクスとヒップホップのレッスンを受けている。

## ディスコグラフィー

### シングル
「」内は作品タイトルで、発売順時系列で列挙。なお、/の左側がA面、右側がB面を示す。次は発売年月日、（）内はレコード番号。
オリコン発足後についてはシングル週間チャート最高位をその右側に付記。
1. 「ハップスバーグ・セレナーデ/涙の白鳥」1962.8(SA-967)　デビュー・シングル（コロムビアから）。A面はシェファード・シスターズをカバーした（ベニ・シスターズとの競作）。
2. 「バケイション/涙のハート(The Biggest Sin of All)」1962.11(SA-1012) A面はコニー・フランシスのカバー（コニー・フランシス（日本語盤）、青山ミチ、伊東ゆかり、弘田三枝子、安村昌子との競作）。
3. 「夜のデイト/遠い空の星」1963.2(SA-1075)   A面は森山加代子との競作。
4. 「恋はボサノバ/いちごの片想い」1963.5(SAS-38)A面は梓みちよとの競作。B面はナンシー・シナトラのカバー（梓みちよ、中尾ミエ、ベニ・シスターズとの競作）。
5. 「恋のお月さま/タムレ第1番」1963.9(SAS-95)  B面は小野ヒロ子との競作。
6. 「沈んでしまいたい/ユーカリの湖」1963.11(SAS-136)
7. 「見つめないで/星の降るよな夜でした」1964.9(SAS-308)
8. 「ふたりで来る街/青い湖」1965.3(SAS-429)
9. 「ドレミファ音頭」1965.4.(SAS-500)※B面北原謙二/アントニオ・コガ/谷由美子との共演名義。なお、A面は村田英雄/都はるみ/大下八郎「昭和音頭」。
10. 「ノーチェ デ・東京/一日だけのプリンセス」1965.5(SAS-511) A面は第7回日本レコード大賞編曲賞（山屋清）受賞。
11. 「キエン・セラ/チャ・チャ・チャ フラメンコ」1965.7(JPS-10)　アントニオ・コガとの共演名義。
12. 「恋のGTタイプ/いつまでも恋を」1965.9(SAS-553)
13. 「踊るクンビア娘/赤いスカートのクンビア」1965.10(JPS-20)
14. 「アデュー東京/好きになってもいゝの」1966.3(JPS-37)
15. 「ボンソワール東京/忘れられたハイヒール」1966.9(JPS-53)
16. 「青いドレス/呼べばよかった」1967.3(SAS-878)
17. 「シエンプレ・アモール/東京フラメンコ」1967.5(SAS-886)
18. 「小っちゃな恋の歌/ミニ・ミニ・ガール」1967.8(P-2)
19. 「いつもほがらかに/エルは恋人」1967.12(SAS-992)
20. 「恋人たちはいつも/ふたりの虹」1968.3(P-12)
21. 「サマー・ラヴ/愛の花咲くとき」1968.6(P-19)
22. 「恋のうちあけ/憎いあなた」1968.8.1#89(P-28)
23. 「恋の神話/白いギター」1969.2.1(P-51)
24. 「それでも地球は回っている/海辺の出来事」1969.9.1#89 (SONA-86057)CBSソニー移籍第1弾シングル。
25. 「誰もそれを知らない/あれからのこと」1970.3.1(SONA-86095）
26. 「お別れにキスはしないで/予感」1970.10.21#82 (SONA-86154)
27. 「今、恋が終る/恋は女のさだめ」1971.3.1 (SONA-86173)
28. 「女王蜂/嘘は大好き」1971.8.21 (SONA-86197)
29. 「恋人たちの橋/別れの朝」1972.2.21  (SOLA-4)A面は第13回チリ国際ソングフェスティバル入賞曲
30. 「エロスの朝/また逢う日がこわい」1972.7.21(SOLA-36)B面は第2回ヴェネズエラ国際音楽祭入賞曲
31. 「他人の関係/蜜の誘惑」1973.3.21#7 (SOLB-12)
32. 「人間模様(にんげんもよう)/粋に愛して」1973.9.1#52 (SOLB-65)
33. 「波止場エレジー/あなたしだい」1974.2.21#65 (SOLB-100)
34. 「まがり角の女/ああ無情」1974.6.21 (SOLB-150)
35. 「三角関係/朝陽のように」1975.12.21 (SOLB-201)
36. 「いくつのときかしら/おんなの勘」1975.6.21 (SOLB-282)
37. 「ちいさな罪/花びらの化石」1976.3.1 (SOLB-386)
38. 「遥かなる愛/愛の語らい」1976.9.21(06SH-57)
39. 「ツートン カラー/きげんふきげん」1977.6.21(06SH-169)
40. 「イエスタデイ・イエスタデイ/ひとりごと」1977.10.1 (06SH-219)A面はジェーン・バーキンをカバー。
41. 「ドリン・ドリン・ドリン/堕ちてゆく先」1979.7.1 (06SH-556)A・B面ともイタリアの女性エンターテイナー、ラファエラ・カッラ(Raffaella Carra)をカバー。原題は、Drin Drin/Povero Amore。
42. 「愛さまざま/波止場エレジー」1982.8.21 (07SH-1196)現時点のラスト・シングル。A面はテレビドラマ「赤い関係」主題歌。B面は1974年2月21日発売（A面）のものと同音源。

### コンパクト (4曲入りEP)
<コロムビア>
- 「金井克子のノーチェ・デ東京」1967.6 (ASS-298)

```
 A面：ノーチェ・デ東京/アデュー東京
 B面：ボンソワール東京/シエンプレ・アモール
```

<CBS・ソニー>
- 「他人の関係」1973.(SOLD-21)

```
 A面:他人の関係/粋に愛して
 B面:あまい囁き/やさしく歌って
```

### アルバム（すべてLP）
<コロムビア>
- 『歌のグランド・ショー』1966.4(JPS-5081)，＜A&K=アントニオコガ&金井克子・A=アントニオコガ・K=金井克子＞

```
 A面：キエンセラ(A&K)・太陽のかけら(A)・その名はフジヤマ(A)・ワンレイニーナイトトウキョウ(A)・夜霧のしのび逢い(A)・恋心(A)
 B面：ノーチェ デ・東京(K)・踊るクンビア娘(K)・アデュー東京(K)・見つめないで(K)・チャ・チャ・チャ フラメンコ(A&K)
```

<CBS・ソニー>
- 『女の意地』1971.5 (SOND-66052)A面カバー/B面オリジナル

```
 A面：生きがい・抱擁・好きよ・女の意地・経験・京都の恋・今日でお別れ
 B面：今、恋が終る・恋は女のさだめ・お別れにキスはしないで・予感・誰もそれを知らない・あれからのこと・それでも地球は回っている
```

- 『他人の関係』1973.9.21 (SOLJ-81)A面オリジナル/B面カバー

```
 A面：他人の関係・粋に愛して・ああ無情・蜜の誘惑・あなたしだい・人間模様
 B面：やさしく歌って・アローンアゲイン・愛の休日・レットイットビーミー・うつろな愛・あまい囁き
```

- 『ベスト・オブ・ベスト』1974 (SOLL-54)

```
 A面：他人の関係・ああ無情・あなたしだい・蜜の誘惑・粋に愛して・人間模様             
 B面：それでも地球は回っている・恋人たちの橋・エロスの朝・お別れにキスをしないで・今、恋が終る・女王蜂
```

- 『まがり角の女／波止場エレジー＜川口真 作品集＞』1974 (SOLL-78）

```
 A面：まがり角の女・花びらの化石・ちいさな罪・朝陽のように・去年の夏・波止場エレジー
 B面：人形の家・手紙・（メドレー）他人の関係 - 浮世絵の街 - 絹の靴下 - お手やわらかに - 他人の関係・円舞曲・積木の部屋
```

- 『金井克子ヒット全曲集』1974.11.1 (SOLL-101)

```
 A面：まがり角の女・波止場エレジー・人間模様・あまい囁き・花びらの化石・他人の関係               
 B面：恋人たちの橋・女王蜂・エロスの朝・お別れにキスはしないで・今、恋が終る・それでも地球は回っている
```

- 『まがり角の女●三角関係＜金井克子の世界＞』1974.12（SOLL-110）

```
 A面：まがり角の女・朝陽のように・私は泣いています・手紙・人形の家・三角関係
 B面：
ラストダンスは私に
・やさしく歌って・野ばらのひと・二人でお茶を・素敵なあなた・ティル
```

- 『金井克子ヒット全曲集』1975.11.1 (SOLL-161)

```
 A面：いくつのときかしら・三角関係・エロスの朝・女王蜂・波止場エレジー・まがり角の女
 B面：他人の関係・今、恋が終る・恋人たちの橋・お別れにキスはしないで・それでも地球は回っている・人間模様 
```

- 『THE BEST 金井克子』1977.11.1 (25AH-312)

```
 A面：イエスタディイエスタディ・ツートンカラー・恋人たちの橋・波止場エレジー・ちいさな罪・三角関係・遥かなる愛
 B面：他人の関係・女王蜂・エロスの朝・今、恋が終る・お別れにキスはしないで・まがり角の女・人間模様
```

- 『THE BEST 金井克子』1978.11.1 (25AH-607)

```
 A面：他人の関係・波止場エレジー・人間模様・まがり角の女・三角関係・ちいさな罪・イエスタディイエスタディ
 B面：恋人たちの橋・女王蜂・エロスの朝・いくつのときかしら・ツートンカラー・別れの朝・ラストダンスは私に
```

- 『THE BEST 金井克子』1979.11.1 (25AH-856)

```
 A面：ドリンドリンドリン・他人の関係・まがり角の女・ちいさな罪・波止場エレジー・ツートンカラー・イエスタディイエスタディ
 B面：女王蜂・人間模様・遥かなる愛・エロスの朝・三角関係・いくつのときかしら・恋人たちの橋
```

### その他
- 「甘えてみたい/ノー・モア・ラヴ」1969.6(P-60)※発売中止

- 「ガートルードの子守歌」
  - ロックミュージカル「ハムレット」1979.7.15中野サンプラザホール実況録音（RVL-4703〜4）／ミュージカル曲、桑名正博、岩崎宏美他。

- 「keep on singing」

## 主な出演作品

### テレビ出演
- 夢であいましょう（NHK総合）
- 歌のグランド・ショー（NHK総合）
- 長者町（1963年、NHK総合）
- ダイハツコメディ やりくりシリーズ 青春タックル（1962年、朝日放送）
- レ・ガールズ（1967年 - 1968年、日本テレビ）
- あしたの虹（1964年、関西テレビ）
- ザ・ガードマン 第84話「ハートで盗め」（1966年、TBS）
- 歌の祭典（NHK総合）
- NHKのど自慢（NHK総合・ラジオ第1）ゲスト
- 思い出のメロディー（NHK総合・ラジオ第1）
- それゆけ!5人娘（1969年1月1日、TBS）
- 009ノ1（1969年、フジテレビ） - スペード 役
- マチャアキの森の石松（1975年、NET）
- 介護エトワール（2006年、NHK総合）
- 三波伸介の凸凹大学校（東京12チャンネル→テレビ東京)
- 夜のヒットスタジオ（フジテレビ）
- 歓楽街行進曲（毎日放送）
- BS日本のうた（NHK-BS2）
- 徹子の部屋（2014年、テレビ朝日）
- 爆報! THE フライデー（2014年12月26日、TBS）

### 映画
- 暴れ犬（1965年、大映）
- ミニミニ突撃隊（1968年、松竹）
- 縁結び旅行（1970年、松竹）
- あやしい彼女（2016年） - 相原みどり 役[10]

### NHK紅白歌合戦出場歴
| 年度/放送回               | 曲目                   | 対戦相手                       |
| ------------------------- | ---------------------- | ------------------------------ |
| 1966年（昭和41年）/第17回 | ラバーズ・コンチェルト | ハナ肇とクレージーキャッツ     |
| 1967年（昭和42年）/第18回 | ラ・バンバ             | ジャッキー吉川とブルーコメッツ |
| 1973年（昭和48年）/第24回 | 他人の関係             | フォーリーブス                 |

### CM
- パールライス[11]

1993年、「パッパッパヤッパー〜♪パールライス」とヒット曲「他人の関係」のイントロ部分を金井自ら振付けしながら宣伝していた。

### 対談
- 金井克子、名倉加代子「芸能生活四十周年。これからも踊りを通して心豊かな、張りのある人生を送りたい」『Talk talk』第51巻、いんなあとりっぷ、2000年、64-70頁、NAID 40005065798。